# Leea coccinea
Leea coccinea är en vinväxtart som beskrevs av Jules Émile Planchon. Leea coccinea ingår i släktet Leea och familjen vinväxter. Inga underarter finns listade i Catalogue of Life.